# フロントロー
モータースポーツにおけるフロントロー（英: front row）は、自動車やオートバイのレースで、スタート時における車の位置（グリッド）が最前列であることを指す用語である。

## 概要
スタンディングスタートの場合はスタート直前、ローリングスタートの場合はフォーメーションラップ直前の並びから判断される。F1などほとんどのカテゴリーでは横に二台ずつ並んでスタートを切るので、フロントローに並べるのは二台までということになる。インディ500やロードレース世界選手権などは3台まで並べる。
一般的にスタート順位は予選の成績によって決められるため、上位グリッドには、本戦を有利に戦えるという価値と、予選の速さを証明できるという二つの価値がある（ただしリバースグリッドを採用している場合にはその限りではない)。

## F1におけるフロントロー記録
2024年終了時。
- 太字は2025年の現役ドライバー及びコンストラクター。

### 通算獲得数
ルイス・ハミルトンが2017年アメリカグランプリでミハエル・シューマッハの記録を抜く117回目のフロントローを獲得し、歴代最多記録を更新して以来、歴代1位の座を維持している。
| 順位  | 回数 | ドライバー                   |
| ----- | ---- | ---------------------------- |
| 1     | 176  | ルイス・ハミルトン           |
| 2     | 116  | ミハエル・シューマッハ       |
| 3     | 101  | セバスチャン・ベッテル       |
| 4     | 87   | アイルトン・セナ             |
| 5     | 86   | アラン・プロスト             |
| 6     | 73   | マックス・フェルスタッペン   |
| 7     | 60   | ニコ・ロズベルグ             |
| 8     | 56   | ナイジェル・マンセル         |
| 9     | 48   | ファン・マヌエル・ファンジオ |
| 9     | 48   | ジム・クラーク               |
| 出典: |      |                              |

### 連続獲得数
| 順位  | 回数 | ドライバー             | レース                                                                    |
| ----- | ---- | ---------------------- | ------------------------------------------------------------------------- |
| 1     | 24   | アイルトン・セナ       | 1988年ドイツグランプリ - 1989年オーストラリアグランプリ                   |
| 2     | 20   | ルイス・ハミルトン     | 2014年ベルギーグランプリ - 2015年イタリアグランプリ                       |
| 3     | 17   | デイモン・ヒル         | 1995年オーストラリアグランプリ - 1996年日本グランプリ                     |
| 4     | 16   | アラン・プロスト       | 1993年南アフリカグランプリ - 1993年オーストラリアグランプリ               |
| 5     | 15   | ナイジェル・マンセル   | 1986年オーストラリアグランプリ - 1987年メキシコグランプリ                 |
| 6     | 14   | セバスチャン・ベッテル | 2010年シンガポールグランプリ - 2011年イギリスグランプリ                   |
| 6     | 14   | ニコ・ロズベルグ       | 2015年日本グランプリ - 2016年ヨーロッパグランプリ                         |
| 8     | 12   | ニコ・ロズベルグ       | 2014年イギリスグランプリ - 2015年オーストラリアグランプリ                 |
| 8     | 12   | ニコ・ロズベルグ       | 2016年イギリスグランプリ - 2016年アブダビグランプリ                       |
| 8     | 12   | ルイス・ハミルトン     | 2020年シュタイアーマルクグランプリ - 2020年エミリア・ロマーニャグランプリ |
| 出典: |      |                        |                                                                           |

### シーズン獲得数
ニコ・ロズベルグが2016年に20回の最多記録をマークしている。

### コンストラクターによるフロントロー独占回数
| 順位  | 回数 | コンストラクター |
| ----- | ---- | ---------------- |
| 1     | 82   | メルセデス       |
| 2     | 68   | フェラーリ       |
| 3     | 65   | マクラーレン     |
| 4     | 62   | ウィリアムズ     |
| 5     | 28   | レッドブル       |
| 6     | 20   | ルノー           |
| 7     | 9    | ロータス         |
| 8     | 5    | リジェ           |
| 9     | 4    | アルファロメオ   |
| 9     | 4    | ブラバム         |
| 出典: |      |                  |